# Francesco Brunery

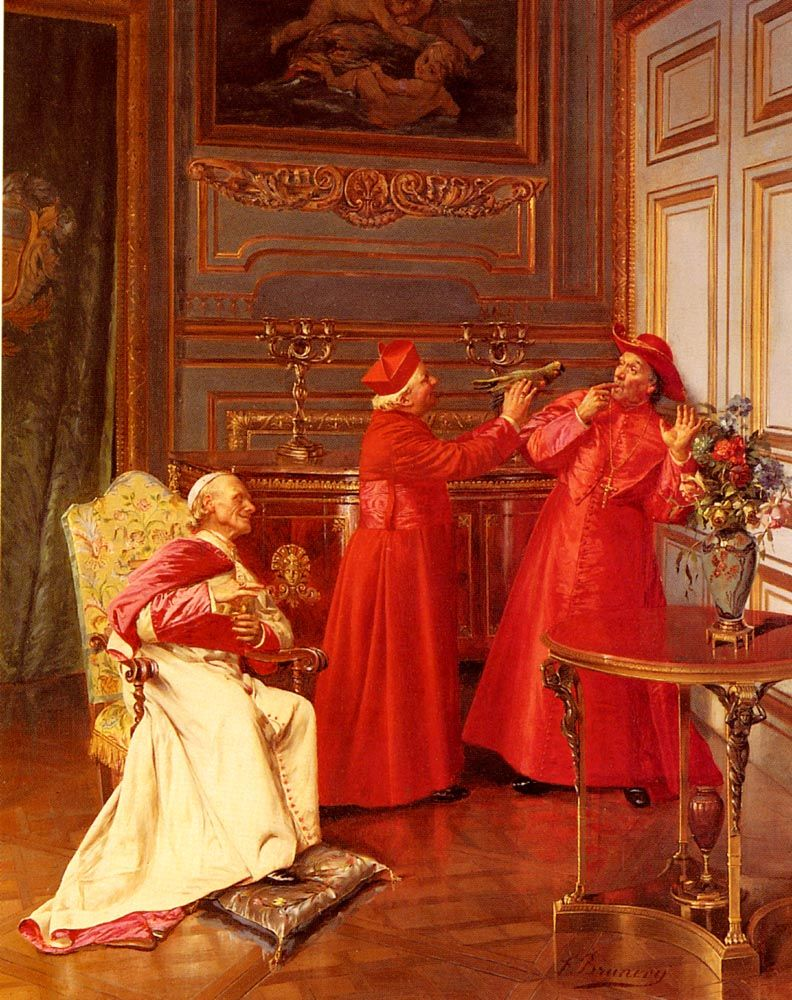
Non Abiate Paura de Francesco Brunery

Francesco Brunery (Turín, Italia; 1849 – 1926), también conocido como Frappachino Brunson o François Bruneri, fue un pintor italiano.
Estudió con Jean-Léon Gérôme y Léon Bonnat y recibió una mención de honor en el Salón de París de 1903. Se le asocia con el clasicismo y el arte anticlerical.